# Museu Casa Rull
Het Museu Casa Rull ('Rullhuismuseum') is een etnologisch museum in het quart (dorp) Sispony in de Andorrese parochie La Massana.
Het museum, dat aan de hoofdstraat Carrer Major gelegen is, bestaat uit het huis van de gegoede negentiende-eeuwse familie Perich. Het moet voornamelijk een goed beeld geven van de manier van leven van rijke families in het Andorra van de negentiende en twintigste eeuw. Het grootste deel van het huis zelf dateert van de zeventiende eeuw. Ofschoon de woning in haar tijd als een van de weelderigste van het land gold, vertoont ze weinig echte luxe.